# Saviluoto (ö i Norra Savolax)
Saviluoto är en ö i Finland. Den ligger i sjön Keyritty och i kommunen Rautavaara i den ekonomiska regionen  Nordöstra Savolax ekonomiska region  och landskapet Norra Savolax, i den centrala delen av landet, 400 km nordost om huvudstaden Helsingfors. Öns area är 5,3 hektar och dess största längd är 0,6 kilometer i sydöst-nordvästlig riktning.